# 單膝跪地

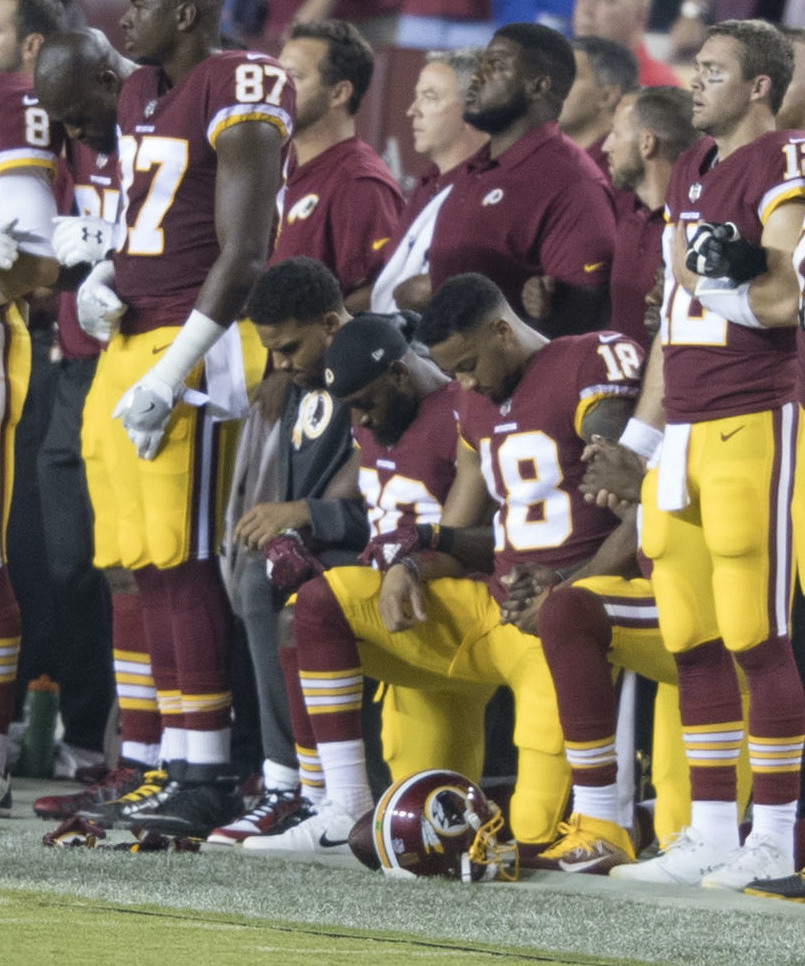
2017年9月，华盛顿指挥官球员在对阵奥克兰突袭者的比赛前單膝下跪

單膝跪地是一種反對種族主義的象徵性姿態，在國歌或其他此類場合，以此姿勢引起注意。起源於2016年9月1日，由美式足球運動員科林·卡佩尼克發起，以抗議美國的種族不平等和警察暴行問題，卡佩尼克的舉動引起更廣泛的國歌抗議活動。
此後，也被世界各國的體育運動員採用，包括英國足球運動員聲援卡佩尼克的反對種族主義抗議，並延伸到非體育背景的抗議活動，例如Black Lives Matter的抗議活動。

## 另見
- 美國國歌抗議活動 (2016年至今)